# 松本怜
松本 怜（まつもと れい、1988年2月25日 - ）は、北海道室蘭市出身のサッカー選手。九州サッカーリーグ・ジェイリースFC所属。ポジションはミッドフィールダー。既婚。マネジメント会社はエースポーツクリエイション。

## 来歴

### プロ入り前
幼少期より横浜F・マリノスに憧れを抱き、ジュニアユース、ユースのセレクションを受験するも共に落選。中学卒業後は青森山田高校に進学した（同期は伊東俊、小澤竜己、ロメロ・フランク等）。3年次の2005年に青森県勢としては初の全国制覇となるインターハイ優勝に貢献した。
卒業後は早稲田大学に進学。早大でも主力として活躍し 2年次の2007年にはインカレで優勝を経験。大学4年次の9月にはFC東京・横浜F・マリノスの練習に参加し、横浜FMの練習参加時には当時監督であった木村浩吉から高い評価を受けた。上記クラブの他川崎フロンターレやモンテディオ山形等、複数クラブから獲得オファーを受けたが、横浜FMへの入団を決め、10月31日に入団内定が発表された。

### 横浜F・マリノス
2010年にJ1・横浜F・マリノスに入団。10月9日、天皇杯3回戦・サガン鳥栖戦の後半37分に公式戦初出場を果たすと、約1週間後の10月17日、J1第26節・ヴィッセル神戸戦の後半44分から交代出場し、リーグ戦初出場を果たした。当時同僚であった松田直樹からは事あるごとに「お前はもっと上に行ける」と声をかけられ、励まされ続けた。
2年目の2011年は当時の監督であった木村和司と折り合いがつかず、1試合の出場に留まっていた。夏の移籍期間では強い興味を示していたJ2・ジェフユナイテッド千葉への移籍も視野に入れていたが、最終的には残留した。
3年目の2012年はシーズン序盤と途中にスーパーサブとして重宝され、9月29日・大宮アルディージャ戦にてプロA契約締結条件の通算450分出場をクリアしたが結果は残せず、横浜FMでの3年間でのリーグ戦出場試合数は19試合に終わった。

### 大分トリニータ
出場機会を求め、2013年にJ1に昇格した大分トリニータに期限付き移籍。開幕戦から右ウイングバックとしてスタメン起用され、第4節の柏レイソル戦でJリーグ初ゴールとなる得点を決めるも、2度の長期負傷離脱を強いられ シーズン通じて試合に出場する事はできなかった。翌2014年大分はJ2に降格したが、期限付き移籍期間延長という形でチームに残留した。前年の負傷の影響でリハビリからのシーズンスタートとなったが、第7節・コンサドーレ札幌戦で復帰を果たした。
2015年、「まだここで何も成し遂げていない」との思いから大分に完全移籍。シーズン途中から右サイドのレギュラーとして左サイドの為田大貴と共に好調ぶりを発揮し、第32節・FC岐阜戦では2得点に絡む活躍を見せたが、チームのJ3リーグ降格を食い止める事は出来なかった。
2016年、「そんな簡単に移籍できるもんじゃない」と残留を決意し、背番号も7番に変更。また新たに監督に就任した片野坂知宏のピッチ内の動きの組織化を重視する戦術に影響を受け、それまでのスピードを生かしたサイド突破狙いのスタイルから、ポジショニングを重視した頭脳派のスタイルへと同年以降徐々に変貌していった。
開幕節・AC長野パルセイロ戦にて先発出場し、同一クラブでJ1、J2、J3全てのカテゴリでの先発出場を果たした初の選手となると、第2節・鹿児島ユナイテッドFC戦ではJ3初得点を記録し、前述の条件で得点をマークした初の選手となった。年間を通じて先発出場を続け、チームのJ3優勝・1年でのJ2復帰に貢献した。オフにはJ1クラブからオファーを受けたが、「大分でJ1に行く」という思いから残留を決意した。
再びJ2でのプレーとなった2017年、開幕戦・アビスパ福岡戦では前半26分に先制点となるゴールを決めると、後半ロスタイムにはサイドで粘り決勝点に繋がるCKを獲得するなど勝利に貢献。その後は第6節・愛媛FC戦での負傷で一時離脱をしたが、最終的にはリーグ戦出場数（30試合）、得点数（3得点）ともに自身最多をマークした。
2018年は、前年に結婚し長男も誕生した事をきっかけとして、責任感・考え方が変化。練習後の自主練や身体のケアの量を調整し、食事のパターン化を取り入れるなど自身をコントロールした結果、プロ入り後初のリーグ戦全試合先発出場を果たした。縦への突破だけでは無くクロス精度も向上した他、「スピードだけの選手と思われたくない。これまで以上に考えてプレーするようになった」と多彩な攻撃を見せ 前年を更に上回る4得点をマーク。更にはリーグ2位の229本のクロス、同7位の105本のスルーパスを放ち サイドから多く決定機を演出し、10アシストを記録。チームの6年振りのJ1昇格の立役者となった。
自身6年ぶりのJ1でのプレーとなった2019年は2012年以来のシーズン無得点に終わったが、前年から引き続きポジションを守り切り、2年連続でリーグ戦全試合出場を達成した。2021年はチームの低迷の影響を受け中盤以降出場機会を減らし、リーグ戦ではケガの影響を受けた2013年の次に少ない14試合の出場にとどまった。個人として目標に掲げていたAFCチャンピオンズリーグ出場まで目前に迫った天皇杯決勝・浦和戦では途中出場からピッチに立ったが惜しくも敗退し、自身にとっての悲願達成はならなかった。
2022年を以て大分との選手契約が満了となり、2023年より新設されたクラブ・リレーションズ・オフィサー（略称：C.R.O.）に就任。なお、選手としては九州サッカーリーグ所属のジェイリースFCへ加入し、現役を続行する事となった。

## エピソード
- 父親は北海道で建設業を営んでいる[32]。
- 2017年8月3日、同年7月中旬に入籍した事をクラブを通じて発表した[4]。

## 所属クラブ
- 知利別サッカー少年団[9]
- 2000年 - 2002年 室蘭市立蘭東中学校
- 2003年 - 2005年 青森山田高校
- 2006年 - 2009年 早稲田大学
- 2010年 - 2014年 横浜F・マリノス
  - 2013年 - 2014年 大分トリニータ（期限付き移籍）
- 2015年 - 2022年 大分トリニータ
- 2023年 - ジェイリースFC

## 個人成績
| 国内大会個人成績 | 国内大会個人成績 | 国内大会個人成績 | 国内大会個人成績 | 国内大会個人成績 | 国内大会個人成績 | 国内大会個人成績 | 国内大会個人成績 | 国内大会個人成績 | 国内大会個人成績 | 国内大会個人成績 | 国内大会個人成績 |
| 年度             | クラブ           | 背番号           | リーグ           | リーグ戦         | リーグ戦         | リーグ杯         | リーグ杯         | オープン杯       | オープン杯       | 期間通算         | 期間通算         |
| 年度             | クラブ           | 背番号           | リーグ           | 出場             | 得点             | 出場             | 得点             | 出場             | 得点             | 出場             | 得点             |
| 日本             | 日本             | 日本             | 日本             | リーグ戦         | リーグ戦         | リーグ杯         | リーグ杯         | 天皇杯           | 天皇杯           | 期間通算         | 期間通算         |
| ---------------- | ---------------- | ---------------- | ---------------- | ---------------- | ---------------- | ---------------- | ---------------- | ---------------- | ---------------- | ---------------- | ---------------- |
| 2010             | 横浜FM           | 26               | J1               | 5                | 0                | 0                | 0                | 2                | 0                | 7                | 0                |
| 2011             | 横浜FM           | 18               | J1               | 1                | 0                | 0                | 0                | 3                | 0                | 4                | 0                |
| 2012             | 横浜FM           | 17               | J1               | 13               | 0                | 4                | 0                | 1                | 1                | 18               | 1                |
| 2013             | 大分             | 17               | J1               | 8                | 1                | 0                | 0                | 1                | 0                | 9                | 1                |
| 2014             | 大分             | 17               | J2               | 25               | 1                | -                | -                | 0                | 0                | 25               | 1                |
| 2015             | 大分             | 17               | J2               | 27               | 1                | -                | -                | 2                | 1                | 29               | 2                |
| 2016             | 大分             | 7                | J3               | 27               | 1                | -                | -                | 3                | 0                | 30               | 1                |
| 2017             | 大分             | 7                | J2               | 30               | 3                | -                | -                | 1                | 0                | 31               | 3                |
| 2018             | 大分             | 7                | J2               | 42               | 4                | -                | -                | 0                | 0                | 42               | 4                |
| 2019             | 大分             | 7                | J1               | 34               | 0                | 0                | 0                | 2                | 0                | 36               | 0                |
| 2020             | 大分             | 7                | J1               | 22               | 1                | 3                | 0                | -                | -                | 25               | 1                |
| 2021             | 大分             | 7                | J1               | 14               | 0                | 2                | 0                | 5                | 0                | 21               | 0                |
| 2022             | 大分             | 7                | J2               | 11               | 0                | 3                | 0                | 1                | 0                | 15               | 0                |
| 2023             | JLFC             | 7                | 九州             | 6                | 0                | -                | -                | -                | -                | 6                | 0                |
| 2024             | JLFC             | 7                | 九州             | 10               | 0                | -                | -                | 0                | 0                | 10               | 0                |
| 通算             | 日本             | 日本             | J1               | 97               | 2                | 9                | 0                | 14               | 1                | 120              | 3                |
| 通算             | 日本             | 日本             | J2               | 135              | 9                | 3                | 0                | 4                | 1                | 142              | 10               |
| 通算             | 日本             | 日本             | J3               | 27               | 1                | -                | -                | 3                | 0                | 30               | 1                |
| 通算             | 日本             | 日本             | 九州             | 16               | 0                | -                | -                | 0                | 0                | 16               | 0                |
| 総通算           | 総通算           | 総通算           | 総通算           | 275              | 12               | 12               | 0                | 21               | 2                | 308              | 14               |

その他の公式戦
- 2015年
  - J2・J3入れ替え戦 2試合0得点
- 2023年
  - 九州社会人サッカー選手権大会　全国大会予選　1試合0得点
- 公式戦初出場 - 2010年10月9日 第90回天皇杯3回戦 サガン鳥栖戦（ニッパツ三ツ沢球技場）
- 公式戦初得点 - 2012年9月8日 第92回天皇杯2回戦 Y.S.C.C.戦（ニッパツ三ツ沢球技場）
- Jリーグ初出場 - 2010年10月17日 J1第26節 ヴィッセル神戸戦（日産スタジアム）
- Jリーグ初得点 - 2013年3月30日 J1第4節 柏レイソル戦（日立柏サッカー場）

## 獲得タイトル

### クラブ
青森山田高校
- 全国高等学校総合体育大会：1回（2005年）

早稲田大学
- 全日本大学サッカー選手権大会：1回（2007年）

大分トリニータ
- J3リーグ：1回（2016年）

### 個人別
- 全日本大学サッカー選手権大会 ベストMF：1回（2007年）

## 代表歴
- 2005年 U-18日本代表

## その他経歴
- 2023年 - 大分トリニータ：クラブ・リレーションズ・オフィサー

## 出演

### CM
- 大分バス[33]（2018年11月11日 - ）
- ジェイリース[34]（2019年1月 - )